# Amblyraja robertsi
Amblyraja robertsi är en rockeart som först beskrevs av Hulley 1970.  Amblyraja robertsi ingår i släktet trubbnosrockor, och familjen egentliga rockor. IUCN kategoriserar arten globalt som livskraftig. Inga underarter finns listade i Catalogue of Life.